# Đường hầm Lupkov
Đường hầm Lupkov (tiếng Slovakia: Lupkovský tunel) là một đường hầm đường sắt nằm trên đoạn giữa Palota và Łupków của tuyến đường sắt Michaľany - Łupków, thuộc địa phận vùng Prešov, Slovakia. Chiều dài của đường hầm là 416 mét.

## Lịch sử
Việc đào hầm bắt đầu vào năm 1871. Kỹ sư trưởng Rudolf Gunesch phụ trách quản lý công trình. Tiến độ xây dựng đường hầm cực kỳ chậm chạp do điều kiện khí hậu của địa phương, không khảo sát địa chất đầy đủ, cũng như sự xa xôi của địa điểm xây dựng so với các khu định cư. Cuối cùng, đường hầm cũng được đưa vào hoạt động vào ngày 31 tháng 5 năm 1874, nhưng chi phí xây dựng đường hầm cao gấp 3 lần kinh phí dự tính ban đầu.
Tiến độ thi công chậm khiến đường hầm là đoạn chưa hoàn thành cuối cùng của toàn bộ tuyến đường sắt tới Przemyśl. Trong giai đoạn 1882 - 1920, toàn tuyến đường sắt là đường đôi, nhưng sau khi thành lập các quốc gia độc lập, luồng giao thông từ hướng bắc - nam chuyển sang hướng đông - tây nên việc sử dụng tuyến đường sắt này là rất ít.
Tuyến đường sắt đi qua đường hầm được khôi phục hoàn toàn vào tháng 11 năm 1946 và được sử dụng để vận chuyển cho đến năm 1977. Sau công cuộc tái thiết trong hai năm 1995 và 1996, việc vận chuyển trên tuyến này hoạt động trở lại.